# Nikola Šubić Zrinski
Nikola Šubić Zrinski (Zrin, 15 juli 1508 - Szigetvár, 7 september 1566), ook bekend als Nikola IV Zrinski of Miklós IV Zrínyi was een Kroatisch edelman en generaal. Hij was ban (landvoogd) van Kroatië van 1542 tot 1556 en koninklijk meester van de schatkist van 1557 tot 1566. Tijdens zijn leven werd de familie Zrinski de machtigste adellijke familie in het koninkrijk Kroatië.
Zrinski werd in heel Europa bekend door het beleg van Szigetvár (1566), waarbij hij de dood vond. Het beleg stopte de opmars van sultan Süleyman I van het Ottomaanse Rijk naar Wenen. Het belang van de slag werd indertijd zo groot geacht dat de Franse staatsman kardinaal Richelieu het omschreef als "de slag die de beschaving redde".
Zrinski werd zowel in Kroatië als in Hongarije beschouwd als het model van een trouwe en heldhaftige strijder, en als een christelijke en nationale held. Over hem zijn gedichten en opera's geschreven, en zijn daden bij het beleg van Szigetvár zijn afgebeeld op schilderijen en gravures.

## Biografie

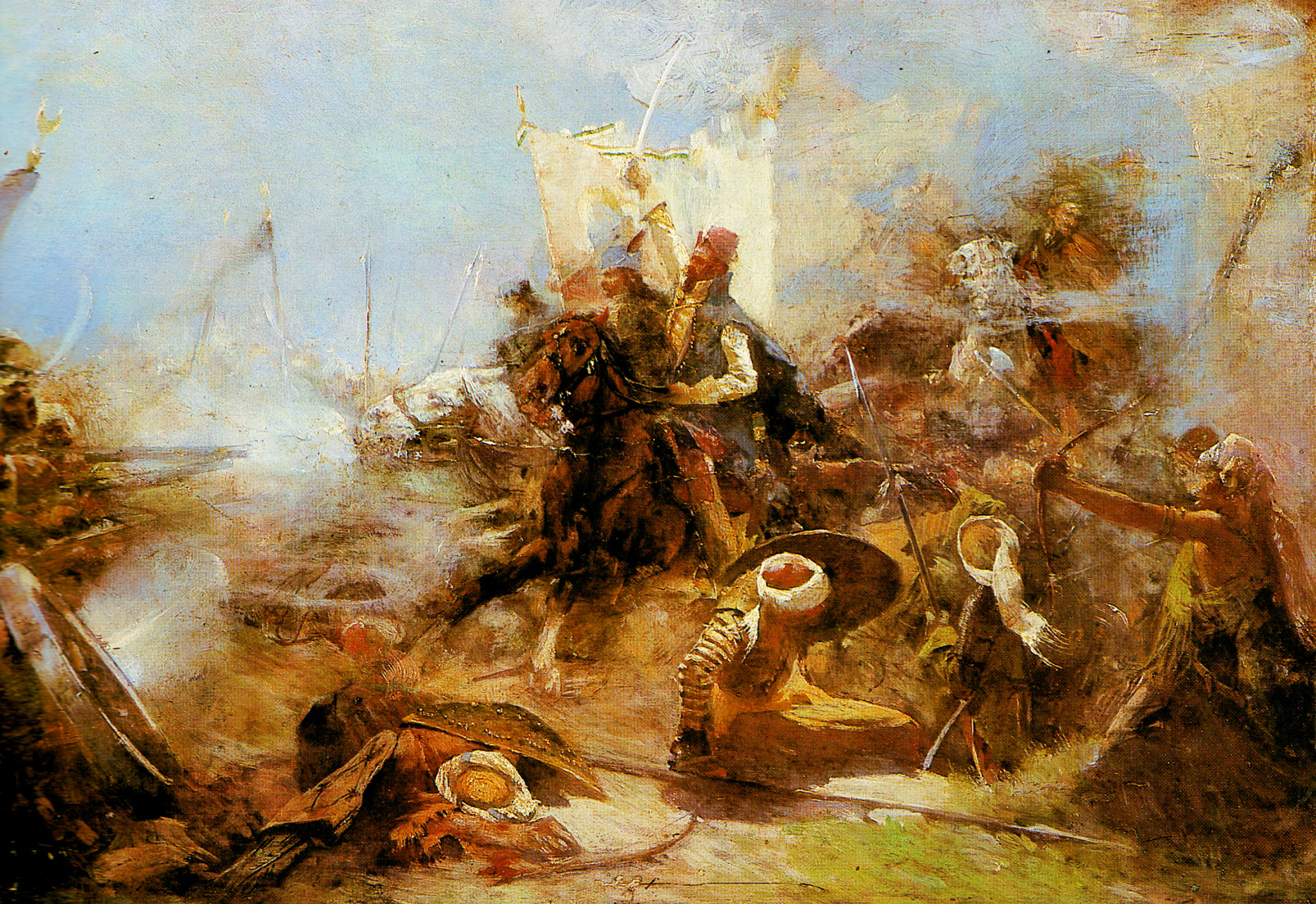
Zrinski's aanval op de Turken vanuit de vesting van Szigetvár, door Simon Hollósy, 1896.

Zrinski stamde uit de oude Kroatische dynastie van de Šubić, die zich sinds 1347 graven van Zrin noemden, naar het kasteel van Zrin. Hij was de zoon van Nikola III Zrinski en de half-Hongaarse Jelena Karlović van Krbava (Corbavia).
Hij onderscheidde zich als elfjarige al in het eerste Turkse beleg van Wenen in 1529. Op 27 oktober 1539 vermoordde hij Hans Katzianer, een van hoogverraad beschuldigde commandant van Ferdinand I van Habsburg. Zrinski behoedde in 1542 het keizerlijke leger voor een nederlaag bij Pest door tussenbeide te komen met 400 Kroaten. In datzelfde jaar werd hij Ban (landvoogd) van Kroatië en Slavonië. Voor zijn diensten schonk Ferdinand I hem het graafschap Međimurje in Noord-Kroatië en het kasteel van Čakovec. In 1554 verhief Ferdinand I hem formeel tot graaf.
In 1556 behaalde Zrinski een reeks overwinningen op de Ottomanen, met als hoogtepunt de slag bij Babócsa, en voorkwam daarmee de val van Szigetvár. Omdat hij ontevreden was over de middelen die voor de verdediging beschikbaar waren, trok hij zich terug als Ban van Kroatië. In het volgende jaar, 1557, werd hij Meester van de schatkist, een koninklijk ambt dat hij tot aan zijn dood bekleedde en waarmee hij weer een van de invloedrijkste personen in het Koninkrijk Hongarije werd. Daarnaast diende hij als kapitein van de Kroatische lichte cavalerie (1550-1560), kapitein van de vesting Szigetvár en opperbevelhebber van de koninklijke troepen op de rechteroever van de Donau.
Na de dood van keizer Ferdinand I pleitte hij onder diens opvolger Maximiliaan II voor een stopzetting van de tribuutbetalingen aan het Ottomaanse Rijk. In het voorjaar van 1566 deed de Ottomaanse sultan Süleyman de Grote met een groot leger een tweede poging om Wenen te veroveren. De sultan besloot om eerst de vesting Szigetvár in te nemen, strategisch gelegen op de kortste weg naar Wenen. Zrinski bevond zich op dat moment in de vesting.
Sultan Süleyman begon op 5 augustus 1566 met de belegering van Szigetvár. Meer dan een maand lang verdedigde Zrinksi met een kleine troepenmacht van ruwweg 2.300-2.500 soldaten de vesting tegen een Ottomaans leger van meer dan 100.000 soldaten. Het Habsburgse keizerlijke leger kwam hen niet te hulp. Zrinski ging niet in op een aanbod van de sultan om onder Ottomaans gezag heerser van Kroatië te worden. Vóór de val van de vesting ondernam Zrinski op 8 september met de 600 overgebleven soldaten een uitval, een zelfmoordactie waarbij bijna alle verdedigers sneuvelden. Ook Zrinski zelf werd tijdens de gevechten gedood. Süleyman maakte de overwinning niet meer mee. Hij was een dag eerder een natuurlijke dood gestorven.
Het hoofd van Zrinski werd in het Ottomaanse kamp op een paal geplaatst en daarna mogelijk naar de nieuwe sultan gestuurd. Uiteindelijk is het in het klooster van St. Helena in Čakovec begraven. Naar verluidt is zijn lichaam direct na de slag eervol begraven door de Ottomaanse soldaat Mustafa Vilić uit Banja Luka, die als gevangene goed door Zrinski was behandeld.
Hoewel de Ottomanen de slag om Szigetvár hadden gewonnen, braken zij hun opmars naar Wenen af. Het belang van de slag werd indertijd zo groot geacht dat de Franse staatsman kardinaal Richelieu hem omschreef als "de slag die de beschaving redde".

## Nagedachtenis

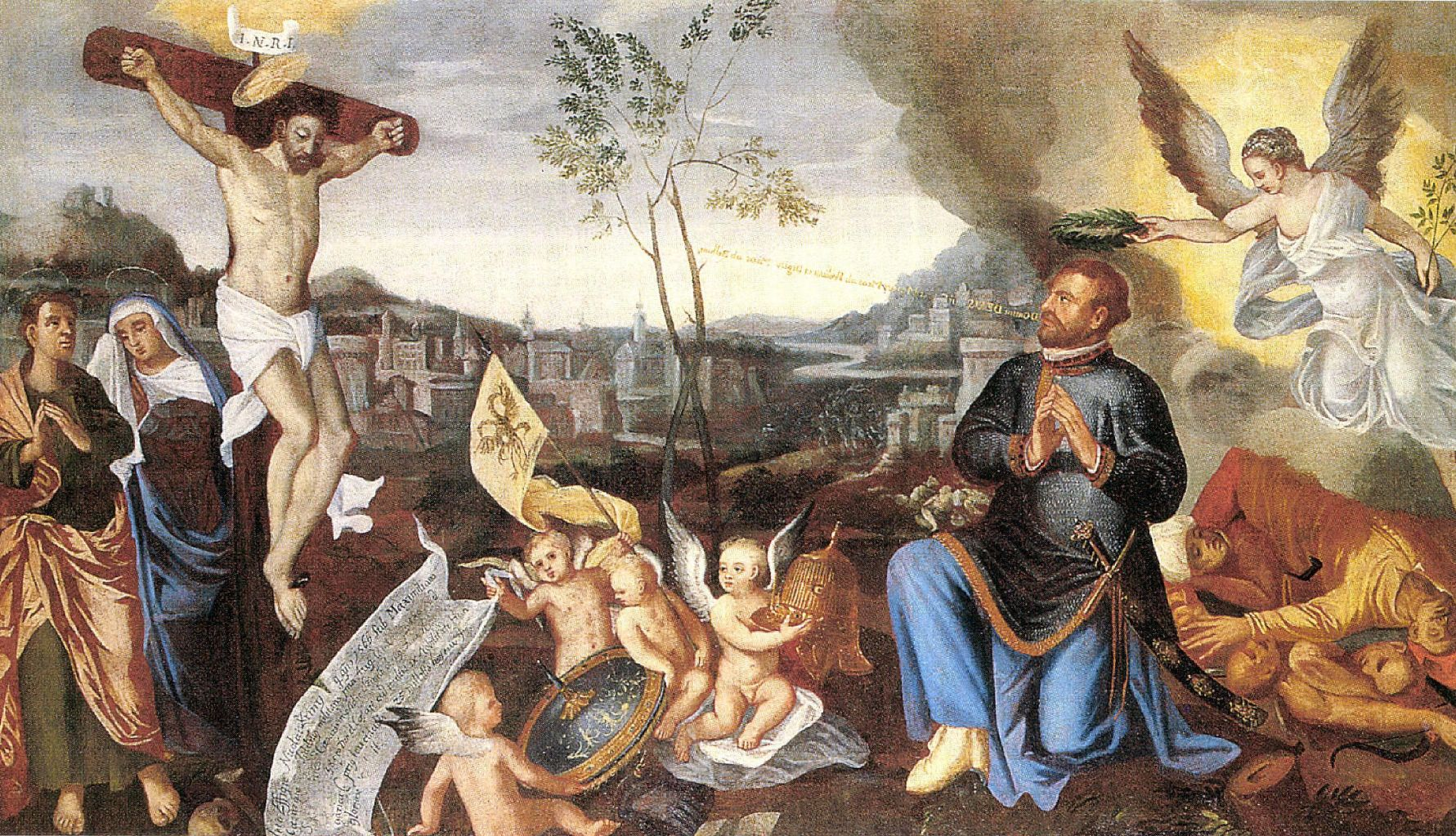
De apotheose van Miklós Zrínyi (Nikola Zrinski). 16e eeuw

Zrinski's optreden bij de belegering van Szigetvár maakte hem in Europa tot een bekende held. Hij werd gezien als een verdediger en redder van het christendom, en een model van een trouwe strijder in dienst van zijn vorst. Deze heldencultus leefde vooral onder de Kroaten, Hongaren en Slowaken. In Kroatië vertegenwoordigde hij ook de Kroatische identiteit, afgezet tegen de Ottomaanse, Oostenrijkse en Hongaarse invloeden. Over zijn leven zijn epische gedichten en opera's gemaakt. Zijn achterkleinzoon Miklós Zrinyi schreef het epos 'De val van Sziget'.
Zijn heldendaden zijn vastgelegd in schilderijen en etsen.

## Huwelijken en kinderen
Zrinski trouwde twee keer: in 1543 met Katarina Frankopan, dochter van Christoph Frankopan, voormalig ban van Kroatië. Door dit huwelijk kwamen uitgestrekte landgoederen, waaronder Ozalj en aantal kuststeden, zoals Bakar, in zijn bezit. Na haar dood hertrouwde hij in 1564 met Eva von Rosenberg; zij was een zuster van Wilhelm van Rosenberg, de burggraaf van Bohemen, en kwam uit een van de meest vooraanstaande Tsjechische adellijke families. Door zijn huwelijken en zijn eigen verdiensten werd de familie Zrinski de machtigste adellijke familie in het Koninkrijk Kroatië. Zrinski had uit zijn twee huwelijken dertien kinderen.